# Neocrepidodera konstantinovi
Neocrepidodera konstantinovi là một loài bọ cánh cứng trong họ Chrysomelidae. Loài này được Baselga miêu tả khoa học năm 2006.